# Список послов Чехии в России
Ниже приводится список послов Чехии в России.

## Список
- 1993—1996 Рудольф Слански-младший
- 1996—2000 Любош Добровский
- 2000—2005 Ярослав Башта
- 2005—2009 Мирослав Костелка
- 2010—2012 Петр Коларж
- 2014—2018 Владимир Ремек
- 2018—2024 Витезслав Пивонька
- с 2025 Даниэль Коштовал